# A korona hatalma
A korona hatalma egy 2000-ben megjelent sci-fi regény, melyet Fonyódi Tibor írt a millennium tiszteletére Harrison Fawcett írói álnéven.
A könyvet kisebb szerkesztési módosítások után 2009-ben ismét kiadták (Tuan Kiadó).
A történet a Mysterious Universe sorozat 21. darabja.

## A történet
A cselekmény a 27. században játszódik. Az emberiség meghódította a galaxis jó részét. A magyarok is birodalmat alkottak Turáni Csillagköztársaság néven, habár a megosztottság továbbra is fennáll köztük egy közelmúltbeli polgárháború miatt. Több érdekcsoport is érdeklődni kezd az évszázadokkal korábban eltűnt Magyar Szent Korona után, más-más szándékkal. A történet egyik főszereplője a Mysterious Universe központi hőse, Brett Shaw is.

## Kiadásai
- Harrison Fawcett: A Korona hatalma. Science fiction regény; közrem. Thomas A. Tyson; Cherubion, Debrecen, 2000 (Cherubion science fiction)
- Harrison Fawcett: A Korona hatalma; 2. jav. kiad.; Tuan, Bp., 2009 (Mysterious universe)